# Southampton (New Jersey)
Southampton è un comune degli Stati Uniti d'America, situato nello stato del New Jersey, nella contea di Burlington.